# Harney & Sons
 (mai 2018).
Si vous disposez d'ouvrages ou d'articles de référence ou si vous connaissez des sites web de qualité traitant du thème abordé ici, merci de compléter l'article en donnant les références utiles à sa vérifiabilité et en les liant à la section « Notes et références ».
Harney & Sons est une maison de thé américaine créée par John Harney en 1983. Elle est basée à Salisbury, dans le Connecticut.

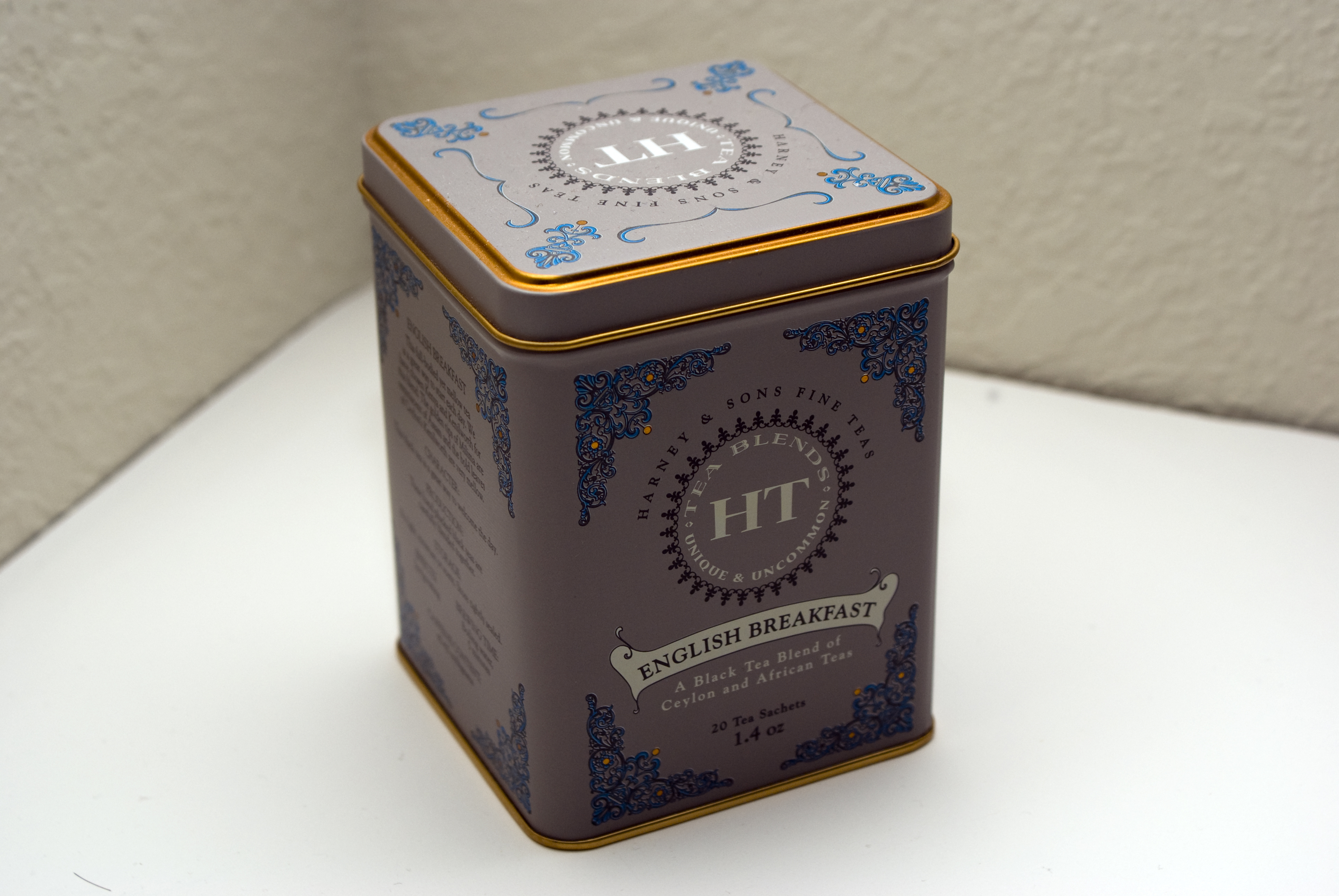
Boîte à thé en métal, « English Breakfast Tea ».

Elle est spécialisée dans les thés et tisanes de haute qualité en vrac, et offre plusieurs produits certifiés biologiques ou casher. Outre les thés en vrac, l'entreprise offre des variétés sélectionnées, conditionnées en sachets de soie tétraédriques, et d'autres thés en sachets classiques.
Harney & Sons est distribué dans les restaurants, hôtels et magasins spécialisés. Les institutions qui servent leurs thés incluent les cafés Barnes & Noble et les hôtels Four Seasons. La salle de dégustation et la boutique officielles de Harney & Sons peuvent être visitées à Millerton. Depuis 2010, SoHo accueille une seconde boutique officielle.
Les thés Harney & Sons Fine Teas ont eu l’honneur d’être élus « Meilleurs thés de l’année 2007 et de l'année 2011 » par le Top London Afternoon Tea Award. Accordée par la Chambre du Thé du Royaume-Uni, cette récompense est l'Oscar du meilleur thé à travers le monde. La sélection porte sur l'éventail de la gamme, la qualité des thés proposés au niveau du service et le conditionnement au niveau rapport qualité-prix.